# آنی لیزور
آنی لیزور (انگلیسی: Annie Lazor؛ زادهٔ ۱۷ اوت ۱۹۹۴) شناگر زن اهل ایالات متحده آمریکا است.
وی در مسابقات کشوری و بین‌المللی در مجموع برندهٔ ۱ مدال برنز شده‌است.